# 캐스린 비글로
캐스린 앤 비글로(영어: Kathryn Anne Bigelow, 1951년 11월 27일 ~ )는 미국의 영화 감독이다. 그녀의 대표작은 호러 영화 죽음의 키스(Near Dark, 1987년), 컬트 액션 《폭풍 속으로》, 아카데미상을 수상한 전쟁 영화 《허트 로커》이다.
영화 허트 로커로 SAG상 감독상, 영국 아카데미상 감독상을 수상하였으며 3월 7일에 열린 제 82회 아카데미 시상식에서 여성으로서는 최초로 아카데미상 감독상을 받았다. 또한 영화는 2010년 아카데미상 작품상, 2010년 영국 아카데미상 작품상을 수상하였으며 2010년 골든 글로브상 최고 드라마 상에 노미네이트 됐다.

## 연출작
- 죽음의 키스 (1987)
- 폭풍 속으로 (1991)
- 웨이트 오브 워터 (2000)
- K-19: 위도우메이커 (2002)
- 허트 로커 (2009)
- 제로 다크 서티 (2012)
- 디트로이트 (2017)
- 하우스 오브 다이너마이트 (2025)

## 같이 보기
- 아카데미상 최고 기록 목록